# Голодомор: геноцид українців у 1932—1933 роках
«Голодомор: Геноцид України у 1932-33 роках» (англ. Holodomor: Ukraine's Genocide of 1932-33) — американський короткометражний документальний фільм про геноцид українського народу, Голодомор. Прем'єра відбулася 17 серпня 2008 року у США. Слоган стрічки: «Велика брехня, найкраще приховується в секретності» (англ. «The biggest lie, the best kept secret»).
Зйомки проходили у трьох країнах: Торонто, (Онтаріо, Канада); Детройт, (Мічиган, США); Лос-Анджелес, (Каліфорнія, США); та Україні.

## Деталі сюжету
У 1932-33-х роках в Україні, житниці Європи, був рясний урожай зерна, але її народ вмирав від голоду. Для того, щоб придушити волю незалежно мислячих українських селян та забезпечити колективізацію всіх українських земель, Йосиф Сталін наказав безжалісній армії, активістам Комуністичної партії конфіскувати все зібране зерно і забрати усі продукти харчування в селах. В результаті цього геноциду, до кінця 1933 року майже (або навіть більше) 25 відсотків населення України - до 10 мільйонів осіб, у тому числі 3 мільйони дітей - загинули! В умовах терору, українці не мали можливості уникнути своєї жахливі долі, щоб вижити у іншому місці. Подорожі були заборонені, вокзали заблоковані, а ЗМІ не допускалися, щоб тримати українців у їх будинках як в'язницях і вбивати з голоду в незліченних селах.

## Головні ролі
- Джим Хендерсон - Оповідач,
- Джонні Льюїс - Оповідач,
- Грег Халек - Додатковий Оповідач,
- Марта Томків - Українська жінка 1,
- Марина Штелень - Українська жінка 2,
- Таммі Нінічек - Українська жінка 3,
- Зоріанна Кіт - Українська жінка 4,
- Христина Ладуш - Українська жінка 5,
- Зоряна Кіскі - Українська жінка 6,
- Маркус Вінницький - Український хлопець 1,
- Брай Купер - Гарет Джонс,
- Сільвана Відень - Перше сопрано/Кобзарський хор,
- Джон Патрік Джевелл - Перший тенор,
- Гліб Камінер - SS Брук,
- Алек Фрідман - Йосип Сталін

## Знімальна команда
Режисери
- Боббі Лі

Сценаристи
- Тарас Хунчак (співавтор)
- Боббі Лі (автор)

Продюсери
- Ава Лі Бейлі,
- Емма Ніколь Бейлі,
- Боббі Лі,
- Марта Томків

Музика
- Ерік Годаль

Оператори
- Франциско Булгареллі,
- Дмитро Кузьменко,
- Емі Галісія Торрес

Редактори
- Крістофер Скотт Нелл,
- Таммі Нінічек

Дизайн
- Боббі Лі

Костюми
- Шон Леблан

Макіяж
- Ганна Гарнер (стиліст)

Продакшн
- Вікорія Хубська (організатор виробництва)

Звук
- Томас Керлі - звукооператора
- Джим Хендерсон - звуковий мікшер/звукооператор
- Бенджамін Альфред Оньянго - звукооператор

Візуальні ефекти
- Крістофер Скотт Нелл - візуальні ефекти
- Таммі Нінічек - координатор по візуальним ефектам